# 天津专区
天津专区是1949年8月至1958年12月、1961年6月至1970年1月间断存在于河北省的专区，因辖区环绕直辖市天津市且属于天津市的经济腹地而得名，1970年改天津地区，1973年8月部分辖区并入天津市，余下辖区更名廊坊地区。天津专区存在期间，行政机构“天津专区行政专员公署”曾先后驻杨柳青镇、沧州、天津市等地。

## 辖境和机构沿革

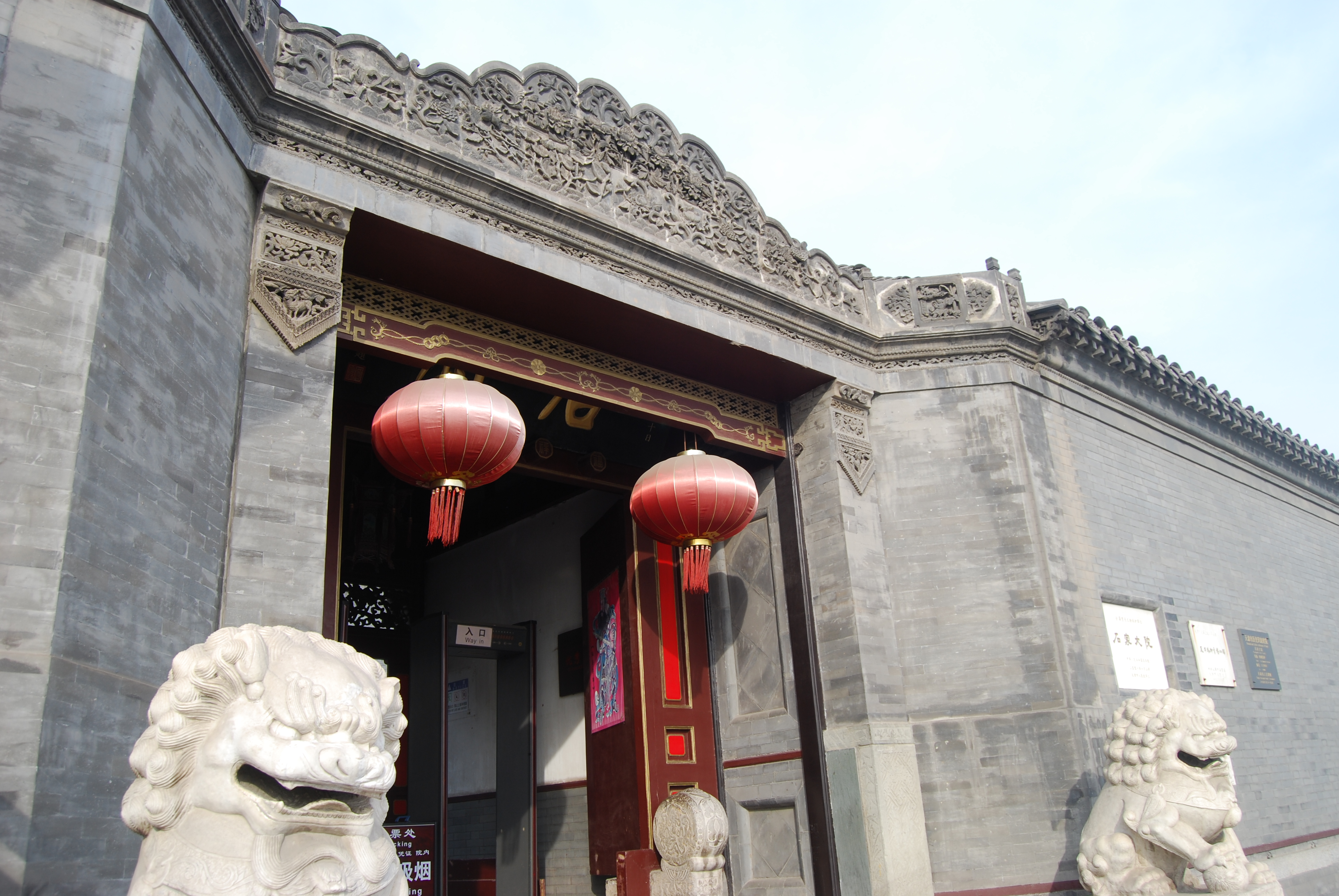
天津专区机关驻地——石家大院

1949年8月，河北省天津区行政督察专员公署在永清县成立，因环绕直辖市天津市周边且属于天津的经济腹地而得名。成立之初，天津专区管辖原冀中八分区的静海县、文安县、大城县、天津县、杨柳青镇和冀中十分区的霸县、永清县、安次县、武清县、胜芳镇及冀东十五分区的宝坻县、宁河县、汉沽镇。冀中八地委书记刘青山任天津地委书记，冀中十地委书记张子善任天津专署专员兼地委副书记，冀东十五分区专员李克才任天津专署副专员。专区成立之后，区机关由永清县搬迁并常驻杨柳青镇石家大院。1950年11月，河北省天津区行政督察专员公署改名为河北省人民政府天津区专员公署。1952年4月，由于天津专区管辖的天津县隔断了同属于天津市管辖的塘沽与天津市区，故将天津县划归天津市领导，使得天津市区与塘沽区连为一体。同年，将原沧县专区下辖的青县、任丘县划入天津专区。至此，天津专区共辖12个县市、3个镇和223个乡。
1958年12月，天津专区撤销，武清县、静海县、黄骅县、沧县、盐山县、宁河县、吴桥县、交河县、献县、河间县、任丘县、霸县交由天津市领导。1961年6月21日，经国务院批准恢复天津专区建制。天津专区隶属河北省和天津市双重领导，以天津市领导为主。专署驻天津市，将静海县、霸县、武清县、宝坻县、蓟县划归天津专区，同年，恢复文安县（辖大城县）、永清县、安次县。1962年8月，原唐山专区的宁河县划归天津专区，恢复大城县、固安县、香河县、大厂回族自治县，并将将划归青县部分收回区域重新划归大城县。此时，天津专区辖固安县、蓟县、宝县、永清县、文安县、大城县、静海县、安次县、三河县、香河县、大厂回族自治县、宁河县、胜芳镇、霸县14个县、镇，296个人民公社、6269个生产大队。1963年，废胜芳镇，改建胜芳镇人民公社。1964年三河县建立城关镇。1965年，安次县建立廊坊镇。1967年11月，天津专区改为天津地区，隶属河北省革命委员会，地区机关驻天津市。1967年，天津专区革命委员会成立，辖区无变动。1969年3月，天津专区机关迁入廊坊镇。
1973年8月，国务院决定，将宁河县、静海县、武清县、蓟县、宝坻县5个县划归天津市领导。1974年1月，经国务院批准，“天津地区”更名为“廊坊地区”。1978年8月，撤销天津地区革命委员会，建立廊坊地区行政公署。河北省围绕在直辖市天津市周边的“天津专区”或“天津地区”的区划概念随之成为历史。此后，这一地区沿用廊坊的名称至今。
天津专区这一区划和称谓已经鲜为人知，甚至在其基础上成立的河北省廊坊市的政府官方网站的历史沿革介绍中亦没有介绍，其存在仅在少数地方志中有记载。

## 地方首长
- 天津区行政督察专员公署专员
  - 张子善，1949年8月-1950年11月在任。
- 天津专区专员公署专员
  - 张子善，1950年11月-1951年12月在任。
  - 朱康，1950年底任，未到职。
  - 李克才，1951年12月-1952年9月在任。
  - 宋浩，1952年9月-1958年6月在任。
  - 曹庶范，1958年6月-12月直至天津专区被撤销。
  - 牛勇，1961年6月-1963年1月在任。
  - 肖光，1963年3月-1964年2月以副专员身份主持全面工作。
  - 崔涛，1964年2月-1967年1月直至被造反派夺权。
- 天津地区革命委员会主任
  - 宋健，1967年11月-1974年1月在任。

## 著名事件
1951年11月，刘青山张子善案案发。1952年2月10日，中华人民共和国政府以贪污罪公开处决中共石家庄市委副书记、前天津地委书记刘青山和地委副书记、天津专区专员张子善，这是中华人民共和国成立以来的第一起腐败大案，在当时轰动全国。